# لنگوین ۵۲۹۰
سیارک ۵۲۹۰ (به انگلیسی: 5290 Langevin، نامگذاری:1990OD4) پنج هزار و دویست و نودمین سیارک کشف شده‌است که در ۳۰ ژوئیه ۱۹۹۰ کشف شد.
قدر مطلق سیارک برابر ۱۱٫۸۰ است.